# Moshi (Distrikt)
Moshi (deutsch auch Moschi) ist ein Distrikt der Region Kilimandscharo im Nordosten von Tansania mit dem Verwaltungssitz in der Stadt Moshi. Der Distrikt grenzt im Nordosten an den Distrikt Rombo, Im Osten an Kenia, im Südosten an den Distrikt Mwanga und im Westen an die Region Manyara und an den Distrikt Hai. Auch wird der Distrikt Moshi (MC) fast vollständig umschlossen.

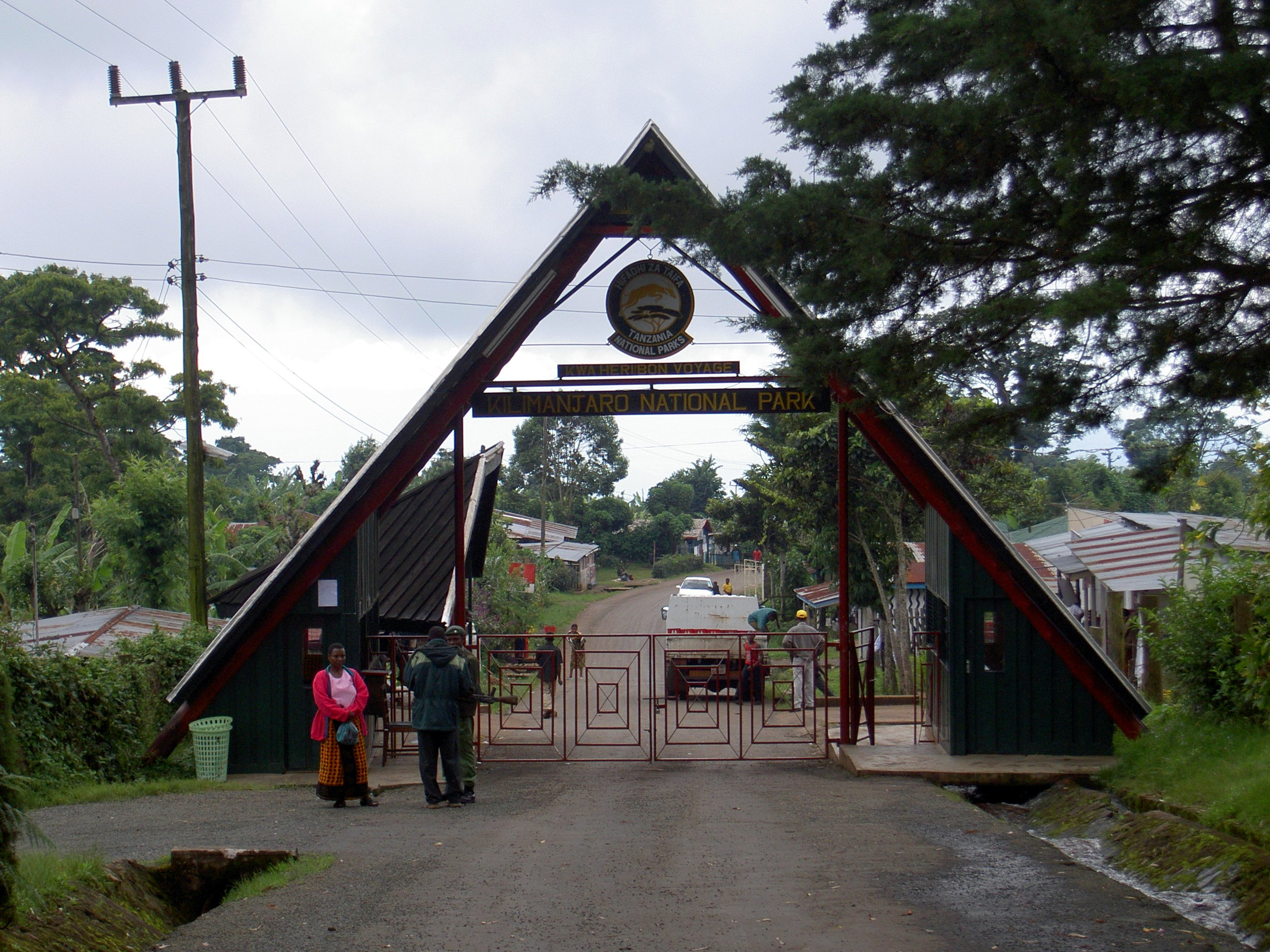
Eingang zum Kilimandscharo-Nationalpark

## Geographie
Der Distrikt hat eine Fläche von 1713 Quadratkilometern und 535.803 Einwohner (Volkszählung 2022). Das Land besteht topographisch aus zwei Zonen, dem Flachland im Süden, das von 600 Meter über dem Meer nach Norden sanft ansteigt, und dem Bergmassiv des Kilimandscharo im Norden. Die Entwässerung erfolgt nach Süden zum Fluss Pangani. Die größten Flüsse sind der Kikuletwa, der die Südwestgrenze bildet, mit dem Nebenfluss Weruweru und der Fluss Ruvu, der die Südostgrenze bildet.
Das Klima hängt stark von der Höhenlage ab, im flachen südlichen Teil ist es tropisch, Aw nach der effektiven Klimaklassifikation. Die Niederschläge sind im Flachland mit rund 600 Millimeter wesentlich geringer als im Gebirge mit 1600 Millimeter im Jahr. Die Niederschläge fallen in zwei Regenzeiten, einer von Oktober bis Dezember, der zweiten von März bis Juni. Die Temperaturen schwanken je nach Jahreszeit und Höhenlage um den Jahresdurchschnitt von 26 Grad Celsius. Am heißesten ist es in den Monaten Februar, März, April, September, Oktober und November mit Temperaturen um 31 Grad Celsius, am kühlsten in Juni, Juli, Dezember und Januar mit 15 Grad Celsius.

## Geschichte
Der Distrikt Moshi wurde im Jahr 1982 gegründet.

## Verwaltungsgliederung
Der Distrikt besteht aus den zwei Wahlkreisen (Jimbo) Moshi Vijijini und Vunjo sowie aus jeweils 16 Bezirken (Kata):
| Moshi Vijijini - Arusha Chini - Kibosho Mashariki - Kibosho Kati - Kibosho Magharibi - Kindi - Kibosho Kirima - Kimochi - Mbokomu - Mabogini - Old Moshi Mashariki - Old Moshi Magharibi - Kibosho Okaoni - Uru Mashariki - Uru Shimbwe - Uru Kusini - Uru Kaskazini | Vunjo - Kilema Kaskazini - Kilema Kusini - Kirua Vunjo Mashariki - Kirua Vunjo Magharibi - Kahe Magharibi - Kahe Mashariki - Kirua Vunjo Kusini - Kilema Kati - Mwika Kusini - Mwika Kaskazini - Mamba Kaskazini - Mamba Kusini - Marangu Mashariki - Marangu Magharibi - Makuyuni - Njia Panda |

## Bevölkerung
Die Einwohnerzahl stieg von 342.891 im Jahr 1988 auf 401.369 im Jahr 2002 und weiter auf 466.737 im Jahr 2012 und 535.803 bei der Volkszählung 2022. Das jährliche Wachstum im letzten Intervall lag bei 1,´4 Prozent.
| Volkszählung | Einwohner |
| ------------ | --------- |
| 1988         | 342.891   |
| 2002         | 401.369   |
| 2012         | 466.737   |
| 2022         | 535.803   |

| Die größten ethnischen Gruppen sind die Chagga, die vor allem im gebirgigen Norden leben, und die Pare, die im Flachland siedeln. - Sprache: Zwei Drittel sprachen Swahili und 22 Prozent Englisch und Swahili, neun Prozent waren Analphabeten. Die Grafik rechts zeigt den Vergleich mit dem Distrikt Moshi (MC) (Stand 2012). - Religion: Im Jahr 1910 wurde das römisch-katholische Vikariat Moshi eingerichtet und 1953 zur Diözese erhoben. Sie untersteht dem Erzbischof von Arusha. In den 5000 Quadratkilometern der Diözese leben 1.092.000 Menschen, wovon 785.000 römisch-katholisch sind. | Die zur Anzeige dieser Grafik verwendete Erweiterung wurde dauerhaft deaktiviert. Wir arbeiten aktuell daran, diese und weitere betroffene Grafiken auf ein neues Format umzustellen. (Mehr dazu) Moshi | Die zur Anzeige dieser Grafik verwendete Erweiterung wurde dauerhaft deaktiviert. Wir arbeiten aktuell daran, diese und weitere betroffene Grafiken auf ein neues Format umzustellen. (Mehr dazu) Moshi (MC) |

- Bildung: Im Distrikt stehen den Jugendlichen 236 Vorschulen, 269 Grundschulen und 97 weiterführende Schulen zur Verfügung (Stand 2016).[11]
- Gesundheit: Für die medizinische Versorgung der Bevölkerung sorgen vier Krankenhäuser, acht Gesundheitszentren und 76 Apotheken.[12]
- Wasser: Im Jahr 2016 wurden 77 Prozent der Bevölkerung mit sicherem und sauberem Wasser versorgt.[13]

## Wirtschaft und Infrastruktur
Der wichtigste Wirtschaftszweig des Distriktes ist die Landwirtschaft, im ländlichen Bereich leben 97,7 Prozent der Haushalte von ihr.
| - Landwirtschaft: Im Jahr 2016 wurden 108.000 Hektar Land bebaut, hauptsächlich mit Kaffee, Bananen und Mais. Von den 110.000 Haushalten auf dem Land hielten 64.000 Nutztiere, am häufigsten Hühner, Ziegen und Rinder (Stand 2012). \| Frucht \| Anbaufläche [ha] \| Ertrag [t] \| \| ------------ \| ---------------- \| ---------- \| \| Kaffee \| 20.490 \| 1.200 \| \| Bananen \| 26.370 \| 395.550 \| \| Mais \| 26.500 \| 78.300 \| \| Reis \| 7.030 \| 34.490 \| \| Bohnen \| 8.300 \| 7.075 \| \| Sonnenblumen \| 2.650 \| 3.615 \| \| Gemüse \| 170 \| 14.250 \| | Die zur Anzeige dieser Grafik verwendete Erweiterung wurde dauerhaft deaktiviert. Wir arbeiten aktuell daran, diese und weitere betroffene Grafiken auf ein neues Format umzustellen. (Mehr dazu) |            |
| Frucht | Anbaufläche [ha] | Ertrag [t] |
| Kaffee | 20.490 | 1.200      |
| Bananen | 26.370 | 395.550    |
| Mais | 26.500 | 78.300     |
| Reis | 7.030 | 34.490     |
| Bohnen | 8.300 | 7.075      |
| Sonnenblumen | 2.650 | 3.615      |
| Gemüse | 170 | 14.250     |

- Forstwirtschaft: Im Distrikt liegen 38.124 Hektar Waldfläche in vier Reservaten: Das Kilimandscharo Waldreservat ist mit 37.000 Hektar das größte, daneben gibt es die Reservate Rau, Kahe und den „Half-Mile-Strip“, eine Pufferzone rund um das Kilimandscharo Waldreservat.[17]
- Fischerei: Gefischt wird hauptsächlich im Mungu Stausee im Süden des Distriktes. Hier wurden im Jahr 2015 fast fünfzig Tonnen Fisch gefangen, was insgesamt 6000 Menschen beschäftigte. Die Fischzucht ist ein wachsender Wirtschaftszweig, in 150 Fischteichen wurden 60 Tonnen Fisch produziert.[17]
- Handel und Gewerbe: Der Großteil der Betriebe sind Einzelunternehmer. Im Jahr 2015 waren dies 2850, dagegen gab es nur einen großen, zwei mittlere und fünf kleine Betriebe.[18]
- Straßen: Die wichtigste Straßenverbindung ist die Nationalstraße T2, die Moshi mit Arusha und Kenia verbindet. Nach Süden führt diese Straße nach Segera und weiter nach Tanga und Daressalam.[19] Zusätzlich gibt es im Distrikt noch rund 180 Kilometer Distriktstraßen und 520 Kilometer Zubringerstraßen, ein Viertel dieser Sekundärstraßen sind in gutem und zwei Drittel in recht gutem Zustand. 91 Prozent der Straßen sind das ganze Jahr befahrbar.[20]

## Sehenswürdigkeiten
- Kilimandscharo-Nationalpark: Dieser 1668 Quadratkilometer große Nationalpark liegt im Norden des Distriktes und in den Nachbardistrikten Siha und Hai.[21] Das Massiv des größten freistehenden Vulkans wurde 1987 zum UNESCO-Welterbe erklärt.[22]